# Sekou Gassama
Sekou Gassama Cissokho (Granollers, Barcelona, 6 de mayo de 1995) es un futbolista senegalés que también posee la nacionalidad española. Juega como  delantero en el C. D. Eldense de la Segunda División de España.

## Trayectoria
En la temporada 2014-15 firmó por el Real Valladolid Promesas, siendo el cuarto fichaje del equipo entrenado por Rubén de la Barrera. Comenzó la temporada 2015-16 en las filas del Bergantiños del Grupo 1 de Tercera División, pero en el mercado de invierno, en enero de 2016 se marcha para jugar en las filas del C. F. Badalona del Grupo III.
La temporada 2016-17 la jugó en tercera división en las filas de la U. E. Sant Andreu, donde se convirtió en pichichi del equipo.[cita requerida]
En verano de 2017 regresó al U. D. Almería "B" para volver a jugar en tercera división. Durante la temporada 2017-18 marcó 21 goles en el campeonato de tercera división, para conseguir devolver al filial almeriense a Segunda B.
En verano de 2018 renovó su contrato con la U. D. Almería tras haber conseguido 21 goles la temporada anterior con el filial. El 31 de enero de 2019 se oficializó su salida al Valencia Mestalla cedido hasta final de temporada.
El 28 de enero de 2020 se hizo oficial su fichaje por el Real Valladolid y posteriormente su cesión al C. F. Fuenlabrada hasta final de temporada. El 1 de octubre regresó al equipo madrileño con una opción de compra al final de temporada. Esta no se hizo efectiva y en agosto de 2021 volvió a salir en forma de cesión, siendo esta vez el Málaga C. F. su destino. Siguió acumulando cesiones la siguiente campaña, marchándose al Racing de Santander tras haber debutado con el conjunto vallisoletano en la Primera División. El 1 de julio de 2023 se hizo oficial la rescisión de contrato con el equipo pucelano.
El 7 de agosto de 2023 se hizo oficial su fichaje por el equipo chipriota del Anorthosis Famagusta F. C. que militaba en la Primera División de Chipre. Marcó nueve goles en 28 partidos y en agosto del año siguiente se marchó a Argelia para jugar en el USM Alger. Allí estuvo media temporada y en febrero de 2025 regresó a España tras unirse al C. D. Eldense.

## Clubes
Actualizado a 25 de mayo de 2025.
| Club                             | País          | Año           | Partidos | Goles |
| -------------------------------- | ------------- | ------------- | -------- | ----- |
| U. D. Almería "B"                | España        | 2013-2014     | 2        | 0     |
| Real Valladolid C. F. "B"        | España        | 2014-2015     | 7        | 2     |
| Rayo Vallecano "B"               | España        | 2015          | 4        | 0     |
| Bergantiños F. C.                | España        | 2015          | 6        | 1     |
| C. F. Badalona                   | España        | 2016          | 16       | 2     |
| U. E. Sant Andreu                | España        | 2016-2017     | 33       | 12    |
| U. D. Almería "B"                | España        | 2017-2018     | 29       | 21    |
| U. D. Almería                    | España        | 2018          | 11       | 0     |
| Valencia C. F. Mestalla (cedido) | España        | 2019          | 8        | 3     |
| U. D. Almería                    | España        | 2019-2020     | 14       | 6     |
| Real Valladolid C. F.            | España        | 2020-2021     | 0        | 0     |
| C. F. Fuenlabrada (cedido)       | España        | 2020-2021     | 9        | 5     |
| Real Valladolid C. F.            | España        | 2021-2022     | 1        | 0     |
| Málaga C. F. (cedido)            | España        | 2021-2022     | 23       | 3     |
| Real Valladolid C. F.            | España        | 2022-2023     | 1        | 0     |
| Racing de Santander (cedido)     | España        | 2022-2023     | 17       | 1     |
| Anorthosis Famagusta F. C.       | Chipre        | 2023-2024     | 28       | 9     |
| USM Alger                        | Argelia       | 2024-2025     | 14       | 2     |
| C. D. Eldense                    | España        | 2025-act.     | 11       | 1     |
| Total carrera                    | Total carrera | Total carrera | 234      | 68    |